# Vasco Almeida e Costa
Fernando Vasco Leote de Almeida e Costa (né le 26 juillet 1932 à São Sebastião da Pedreira, Lisbonne; décédé le 25 juillet 2010) est un officier de marine portugais et homme politique qui a été ministre de l'Intérieur sous le gouvernement de José Baptista Pinheiro de Azevedo entre le 19 septembre 1975 et le 23 juillet 1976. 
Il avait aussi un rôle important pendant la période de la décolonisation portugaise.

## Éléments biographiques
Le 23 juin 1976, il devient Premier ministre par intérim après la crise cardiaque subie par Pinheiro de Azevedo pendant sa campagne présidentielle. Il reste en tant que Premier ministre par intérim jusqu'à la fin du mandat de Pinheiro de Azevedo, quand il est remplacé par Mário Soares - démocratiquement élu. Il est aussi le 134e Gouverneur de Macao du 16 juin 1981 au 15 mai 1986.
Il est le fils d'Americo de Almeida e Costa et de son épouse Julieta da Conceição Leote. Almeida e Costa s'est marié en la Chapelle de Saint-Vincent à Meadela, Viana do Castelo le 11 janvier 1959 avec Claudia Maria da Costa Araújo de Faria.
Il est décédé le 25 juillet 2010, veille de son 78e anniversaire.